# Pia Zerkhold
Pia Zerkhold (ur. 26 października 1998 w Wiener Neustadt) – austriacka snowbordzistka specjalizująca się w snowcrossie, wicemistrzyni świata, olimpijka z Pekinu 2022.

## Udział w zawodach międzynarodowych
| Impreza                        | Rok  | Gospodarz   | Konkurencja   | Miejsce |                      |      |       |               |     |
| ------------------------------ | ---- | ----------- | ------------- | ------- | -------------------- | ---- | ----- | ------------- | --- |
| Impreza                        | Rok  | Gospodarz   | Konkurencja   | Miejsce | Igrzyska olimpijskie | 2022 | Pekin | indywidualnie | 25. |
| drużynowo                      | 13.  |             |               |         | Igrzyska olimpijskie | 2022 | Pekin |               |     |
| Mistrzostwa świata             | 2021 | Idre        | indywidualnie | 24.     |                      |      |       |               |     |
| Mistrzostwa świata             | 2021 | Idre        | drużynowo     | 7.      |                      |      |       |               |     |
| Mistrzostwa świata             | 2023 | Bakuriani   | indywidualnie | 13.     |                      |      |       |               |     |
| Mistrzostwa świata             | 2023 | Bakuriani   | drużynowo     | 02 !    |                      |      |       |               |     |
| Mistrzostwa świata juniorów    | 2016 | Rogla       | indywidualnie | 39.     |                      |      |       |               |     |
| Mistrzostwa świata juniorów    | 2017 | Klínovec    | indywidualnie | 25.     |                      |      |       |               |     |
| Mistrzostwa świata juniorów    | 2018 | Cardrona    | indywidualnie | 10.     |                      |      |       |               |     |
| Igrzyska olimpijskie młodzieży | 2016 | Lillehammer | indywidualnie | 8.      |                      |      |       |               |     |